# Qualificazioni al campionato europeo maschile di calcio 1972 - Quarti di finale

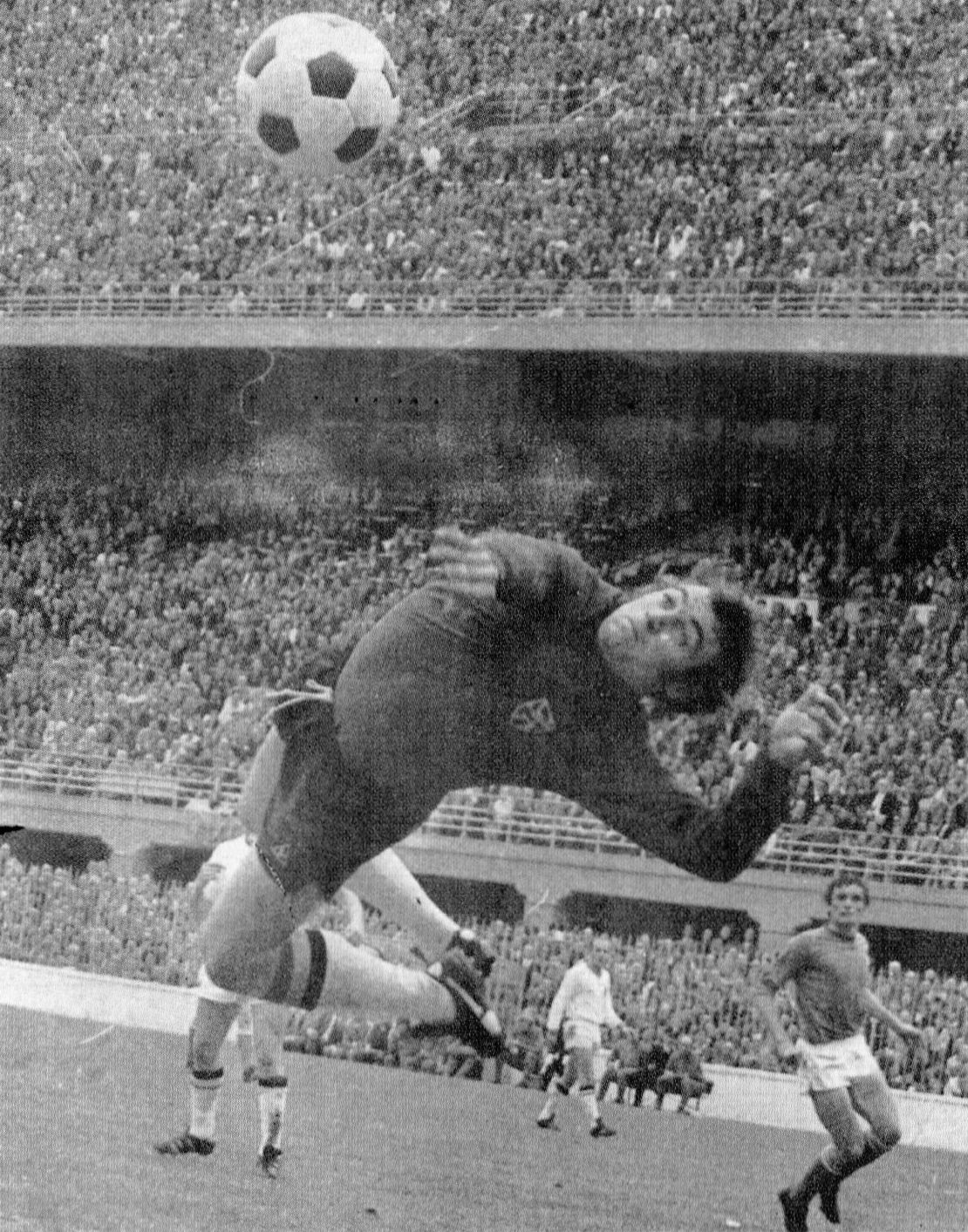
Il portiere Piot (in primo piano) salva sull'attaccante Riva (sullo sfondo) durante Italia - Belgio, andata dei quarti di finale, 29 aprile 1972

## Tabella riassuntiva
| Squadra 1   | Totale | Squadra 2        | Andata | Ritorno |       |
| ----------- | ------ | ---------------- | ------ | ------- | ----- |
| Italia      | 1 - 2  | Belgio           | 0 - 0  | 1 - 2   |       |
| Ungheria    | 5 - 4  | Romania          | 1 - 1  | 2 - 2   | 2 - 1 |
| Inghilterra | 1 - 3  | Germania Ovest   | 1 - 3  | 0 - 0   |       |
| Jugoslavia  | 0 - 3  | Unione Sovietica | 0 - 0  | 0 - 3   |       |

## Risultati

### Andata
| Milano 29 aprile 1972, ore 15:30 UTC+1 | Italia        | 0 – 0 referto | Belgio | San Siro (63.549 spett.)\| Arbitro: \| Petar Nikolov \| |
| Arbitro:                               | Petar Nikolov |               |        |                                                         |

| Arbitro: | David W. Smith |

|                 |           |                |
| Branikovits 11’ | Marcatori | 56’ Sătmăreanu |

| Arbitro: | Robert Héliès |

|            |           |                                            |
| F. Lee 78’ | Marcatori | 27’ Hoeneß 84’ (rig.) Netzer 88’ G. Müller |

| Belgrado 30 aprile 1972, ore 16:00 UTC+1 | Jugoslavia      | 0 – 0 referto | Unione Sovietica | Stadio Stella Rossa (58.312 spett.)\| Arbitro: \| Rudolf Scheurer \| |
| Arbitro:                                 | Rudolf Scheurer |               |                  |                                                                      |

### Ritorno
| Berlino Ovest 13 maggio 1972, ore 16:00 UTC+1 | Germania Ovest     | 0 – 0 referto | Inghilterra | Olympiastadion (76.122 spett.)\| Arbitro: \| Milivoje Gugulović \| |
| Arbitro:                                      | Milivoje Gugulović |               |             |                                                                    |

| Arbitro: | Aurelio Angonese |

|                                            |           |  |
| Kolotov 53’ Baniševskij 74’ Kozinkevič 90’ | Marcatori |  |

| Arbitro: | Paul Schiller |

|                            |           |          |
| Van Moer 23’ Van Himst 71’ | Marcatori | 86’ Riva |

| Arbitro: | Kurt Tschenscher |

|                      |           |                     |
| Dobrin 14’ Neagu 81’ | Marcatori | 5’ Szőke 36’ Kocsis |

### Spareggio
| Arbitro: | Christos Michas |

|                      |           |           |
| Kocsis 27’ Szőke 89’ | Marcatori | 34’ Neagu |